# Урляда
Урляда — река в России, протекает по Челябинской области. Устье реки находится в 2274 км по левому берегу реки Урал. Длина реки составляет 42 км.

## Притоки
- 2,2 км: Узельга
- 29 км: Ялшанка

## Данные водного реестра
По данным государственного водного реестра России относится к Уральскому бассейновому округу, водохозяйственный участок реки — Урал от истока до Верхнеуральского гидроузла, речной подбассейн реки — подбассейн отсутствует. Речной бассейн реки — Урал (российская часть бассейна).
Код объекта в государственном водном реестре — 12010000112112200001566.